# Онтонагон (Мічиган)
Онтонагон (англ. Ontonagon) — селище (англ. village) в США, в окрузі Онтонагон штату Мічиган. Населення — 1285 осіб (2020).

## Географія
Онтонагон розташований за координатами 46°51′59″ пн. ш. 89°18′45″ зх. д. / 46.86639° пн. ш. 89.31250° зх. д. (46.866320, -89.312399).  За даними Бюро перепису населення США в 2010 році селище мало площу 9,99 км², з яких 9,60 км² — суходіл та 0,39 км² — водойми.

## Демографія
Згідно з переписом 2010 року, у селищі мешкали 1494 особи в 717 домогосподарствах у складі 390 родин. Густота населення становила 150 осіб/км².  Було 910 помешкань (91/км²).
Расовий склад населення:
| - 97,3 % — білих - 0,7 % — корінних американців - 0,3 % — азіатів - 0,1 % — чорних або афроамериканців |

До двох чи більше рас належало 1,5 %. Частка іспаномовних становила 1,2 % від усіх жителів.
За віковим діапазоном населення розподілялося таким чином: 17,6 % — особи молодші 18 років, 56,9 % — особи у віці 18—64 років, 25,5 % — особи у віці 65 років та старші. Медіана віку мешканця становила 51,1 року. На 100 осіб жіночої статі у селищі припадало 95,8 чоловіків;  на 100 жінок у віці від 18 років та старших — 92,0 чоловіків також старших 18 років.
Середній дохід на одне домашнє господарство  становив 41 607 доларів США (медіана — 31 200), а середній дохід на одну сім'ю — 55 873 долари (медіана — 42 981). Медіана доходів становила 42 250 доларів для чоловіків та 26 912 долари для жінок. За межею бідності перебувало 23,5 % осіб, у тому числі 38,8 % дітей у віці до 18 років та 14,1 % осіб у віці 65 років та старших.
Цивільне працевлаштоване населення становило 413 особи. Основні галузі зайнятості: освіта, охорона здоров'я та соціальна допомога — 22,8 %, роздрібна торгівля — 9,7 %, мистецтво, розваги та відпочинок — 9,7 %.